# Jimmy Rooney
James „Jimmy” Rooney (ur. 10 grudnia 1945 w Dundee) – australijski piłkarz pochodzenia szkockiego. Grał na pozycji lewego pomocnika.

## Kariera klubowa
Jimmy Rooney rozpoczął karierę w Lochee United w 1964. W 1965 roku przeszedł do angielskiego Peterborough United. W kolejnych latach grał w Montrose FC. W 1968 zdecydował się na wyjazd do Australii do klubu Brisbane Lions. W 1970–1971 występował w klubie Prague. W latach 1972–1976 grał w APIA Leichhardt. Z APIA zdobył Mistrzostwa Sydney w 1975 roku. W latach 1977–1978 grał w Marconi Sydney. Karierę piłkarską zakończył w 1979 roku w klubie Fitzroy Alexander.

## Kariera reprezentacyjna
Jimmy Rooney w 1971 zdecydował się na grę w reprezentacji Australii. Zadebiutował w reprezentacji 11 listopada 1971 w zremisowanym 2-2 meczu z Izraelem w Brisbane. W 1973 Australia awansowała po raz pierwszy w historii do Mistrzostw Świata 1974, a Rooney uczestniczył w eliminacjach. Na turnieju w RFN Rooney wystąpił we wszystkich trzech meczach z NRD, RFN i Chile. Ostatni raz w reprezentacji Jimmy Rooney wystąpił 18 czerwca 1980 w przegranym 1-2 meczu z Iralndią Północną w Adelaide Ogółem w latach 1971–1980 wystąpił w 51 spotkaniach i strzelił 3 bramki.